# Arcytophyllum nitidum
Arcytophyllum nitidum là một loài thực vật có hoa trong họ Thiến thảo. Loài này được (Kunth) Schltdl. mô tả khoa học đầu tiên năm 1857.